# Podobwód Samborzec Armii Krajowej
Podobwód Samborzec – jednostka organizacyjna Związku Walki Zbrojnej, a następnie Armii Krajowej. 
Komendanci:
- podporucznik "Polny" (Wacław Czosnek) - 1940 - 1943[1];
- podporucznik "Kropowski" (lub "Koprowski"[2])(Michał Misiuda) - 1943 do 29 kwietnia 1944 r. Zginął  w walce z własowcami w Postronnej[1];
- podporucznik "Reder" (Dionizy Mędrzycki) - 1944[1]

Podobwód wchodził w skład Obwodu Sandomierz Okręgu Radom-Kielce AK.

## Placówki podobwodu
- Samborzec,
- Koprzywnica,
- Łoniów.